# 仁宗 (高麗王)
仁宗（じんそう、1109年10月29日 - 1146年4月10日）は第17代高麗王（在位：1122年 - 1146年）。姓は王、諱は楷、諡号は克安恭孝大王。睿宗の第一王子。母は順徳王后李氏。妃は李資謙の三女の廃妃李氏と四女の廃妃李氏・恭睿王后任氏・宣平王后金氏。

## 経歴
1115年に李資謙の推挙で太子に冊封され、1122年には李資謙によって擁立され即位した。
李資謙は仁宗の母の順徳王后の父でありながら、自分の外孫に当たる仁宗に自分の三女を嫁に入れて王后に冊立して更に強い権力を行使しようとした。仁宗の立場で見ると、自分は自身の叔母と結婚していたのであった。そんな仁宗は、母方の祖父で義父である李資謙と対立していた。李資謙は自分に抗う外孫を毒殺するつもりで王后に毒入りの餅を上げて、仁宗を毒殺せよと命じたのだが、王后は甥でありながら夫でもある仁宗に全てを告白して夫の命を救い、その直後李資謙によって廃位された後、都城から追放された。その後、李資謙は国王の母方の祖父であるため失脚を免じて自身の四女をまた仁宗の王后に冊立させて国王の権威を利用して専横を躊躇しなかった。
1126年、李資謙がついに叛乱を起こして仁宗を弑害しようとしたが、その時にも夫を救おうとした王后の策によって失敗し、李資謙は全ての権力と財産、官爵を没収され国王毒殺の嫌疑で霊光郡に流刑の身となった。叛乱は終わったのだが、国王の命を救った王后は以前廃位された姉と同じく廃妃になってしまった。1127年には各地方の州と県に学校を設立して、教育に力を傾けた。この年、恭睿王后の間に毅宗が生まれる。
1135年、仁宗に称帝建元を主張した妙清の西京（現在の平壌）遷都運動をきっかけとして発生した妙清の乱の時は、『三国史記』の著者で有名な金富軾を総征討大将に任じて反乱を平定し、遷都反対派の文臣派が勝利した。
金と宋との外交と交易にも注力した。1145年に金富軾に『三国史記』の執筆に取り掛かるように命じたが、 完成を見られずに在位24年間で逝去した。陵は開城の長陵である。

## 家族
后妃
- 廃妃李氏 延徳宮主（1139年没）- 李資謙の三女で、仁宗の母の妹
- 廃妃李氏 福昌院主（1195年没）- 李資謙の四女で、仁宗の母の妹
- 恭睿王后 任氏（1109年～1183年）- 中書令任元厚の娘
  - 長男：毅宗
  - 次男：大寧侯 王暻
  - 三男：明宗
    - 孫：康宗

  - 四男：元敬国師 王冲曦
  - 五男：神宗
    - 孫：熙宗

  - 長女：承慶公主
  - 次女：徳寧公主
  - 三女：昌楽公主
    - 孫：元徳王后 柳氏（康宗の妃で高宗の母）

  - 四女：永和公主
- 宣平王后 金氏（1178年没）- 兵部尚書金璿の娘